# John Andrew Mahoney (Mediziner)
John Andrew Mahoney MRCS (* 10. März 1919 in Bathurst; † 30. Januar 2012) war ein gambischer Mediziner, Chirurg, Gesundheitsbeamter und internationaler Beamter. Er war einer der ersten gambischen Chirurgen, die in den 1940er und 1950er Jahren an den besten Universitäten Großbritanniens ausgebildet wurden.

## Leben
Mahoney wurde als Sohn von Sir John Andrew Mahoney und Hannah Mahoney geboren, Mitglieder der lebhaften und höchst sanften Aku-Elite in Bathurst der ersten drei Jahrzehnte des 20. Jahrhunderts, die ihr hart verdientes Geld sparten, um ihren Kindern die beste Ausbildung zu ermöglichen, die es damals im gesamten Commonwealth gab: Universitäten in Oxford, Cambridge und London.
Er besuchte die angesehene Methodist Boys High School in Bathurst (heute Banjul) und studierte Medizin an der Universität London, wo er sich als Chirurg qualifizierte und im Dezember 1951 als Amtsarzt (Medical Officer) in den gambischen Staatsdienst eintrat.
Er war am Bansang und Royal Victoria Hospital tätig, bis er 1964 Dr. S. H. O. Jones als Direktor des medizinischen Dienstes (Chief Medical Officer) ablöste. Mahoney war somit der zweite Gambier, der diese hohe Position innehatte. 1965 wurde er zum Staatssekretär (Permanent Secretary) im Gesundheitsministerium ernannt, ein Amt, das er bis 1973 innehatte. 1973 zog sich Dr. Mahoney aus dem öffentlichen Dienst zurück, um eine Stelle als Programmdirektor beim Regionalbüro für Afrika der Weltgesundheitsorganisation (WHO) in Brazzaville zu übernehmen. Dort befand er sich in guter Gesellschaft eines anderen berühmten gambischen Arztes, Dr. Ernest S. W. Bidwell.

## Familie
1952 heiratete er Florence Peters, die erste gambische Hochschulabsolventin und Doktorandin, eine große Historikerin, die dank ihrer bahnbrechenden Publikationen und ihrer Bemühungen um den Aufbau der gambischen Archive und des Museums im Alleingang zur Entkolonialisierung der gambischen Geschichte beigetragen hat.
Mahoney war der Bruder von Augusta Jawara.